# Château de Trebujena
Le château de Trebujena est un château espagnol situé dans la ville de Trebujena, dans la communauté autonome d'Andalousie.
Il est déclaré Bien d'intérêt culturel depuis 1993.

## Source
- (en) Cet article est partiellement ou en totalité issu de l’article de Wikipédia en anglais intitulé « Castle of Trebujena » (voir la liste des auteurs).